# Nortraship

Pavillon de la flotte marchande norvégienne pendant la Seconde Guerre mondiale. Ce drapeau flottait à terre depuis les bureaux de Nortraship, les navires arboraient le pavillon marchand norvégien régulier.

La Norwegian Shipping & Trade Mission (NORTRA), mieux connue sous l'acronyme Nortraship , était une organisation maritime norvégienne établie pendant la Seconde Guerre mondiale après l'occupation allemande de la Norvège.

## Historique
Lorsque la Norvège est envahie par les troupes allemandes à partir du 9 avril 1940, environ 1 000 navires marchands norvégiens avec environ 27 000 à 36 000 marins (les chiffres varient) étaient hors du pays, ce pays ayant en 1939 la quatrième marine marchande au monde avec 7 % du tonnage mondial soit 4 833 813 tonneaux , derrière le Royaume-Uni (17 984 000 tonneaux), les États-Unis (12 003 000 tonneaux) et l'empire du Japon (5 630 000 tonneaux).  260 unités soit environ 2 000 000 tonneaux est constitués de pétroliers, modernes et bien équipés, puisque 65 % d'entre eux avaient moins de 10 ans. Le tiers du fret maritime norvégien est propulsé par les moteurs diesel alors modernes.
Vidkun Quisling, qui tente un coup d’État le jour de l'invasion, donne l'ordre à la flotte marchande de rejoindre les troupes allemandes. D'autre part, le 10 avril 1940, le roi Haakon VII appelle par radio les équipages du navire à désobéir à cet ordre et à se rendre dans des ports neutres. Après le mois de mai suivant, des navires pour la plupart plus petits rejoignent les navires « déroutés » en avril, la Norvège, désormais presque entièrement occupée, disposant d'une flotte d'environ quatre millions de 120 742 tjb soustraites au contrôle de l'Allemagne.

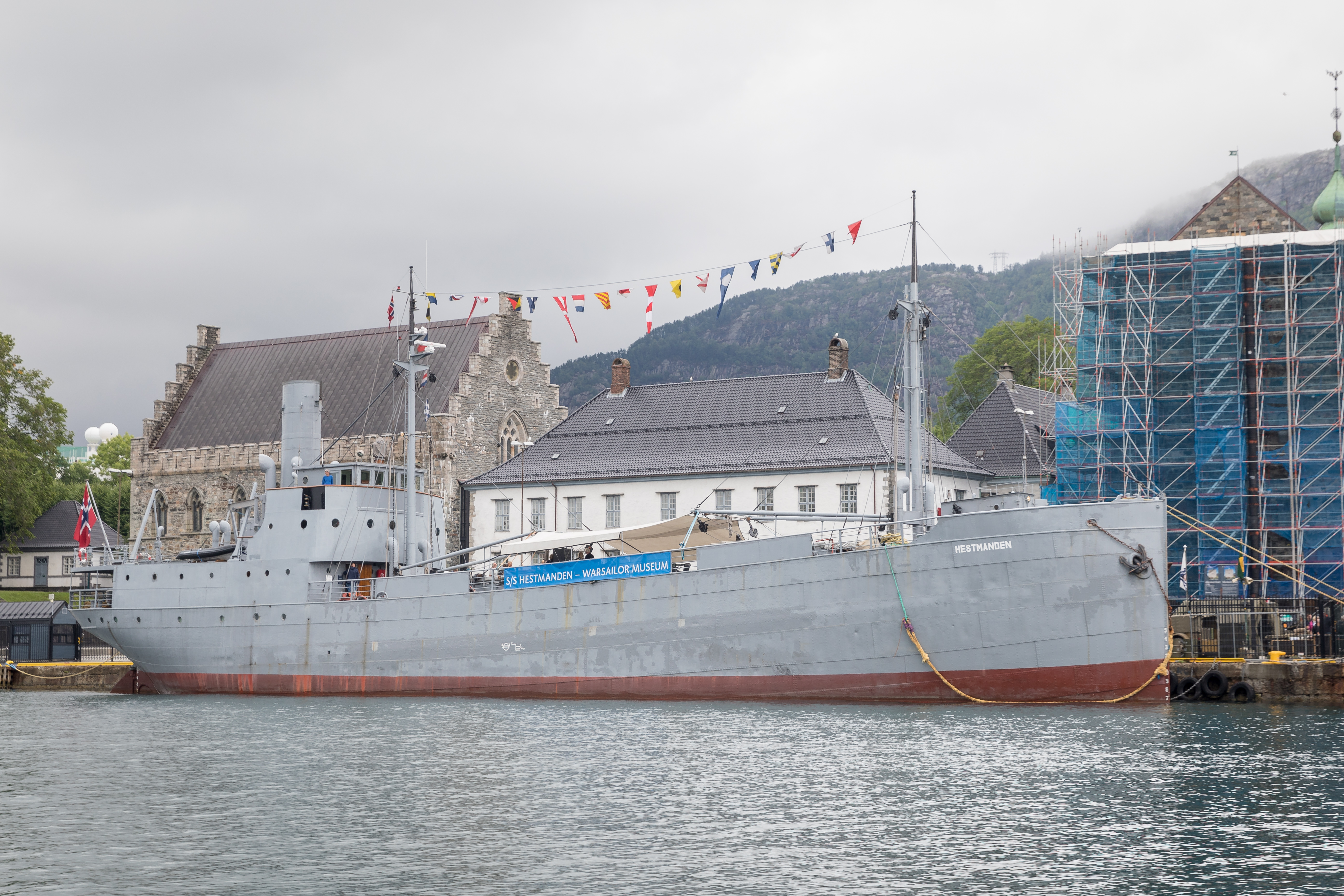
Le cargo DS Hestmanden, la dernière unité survivante gérée par Nortraship, aujourd'hui un navire musée.

Les autorités britanniques recommandèrent que ces navires continuent de naviguer sous pavillon britannique, ce que le gouvernement en exil du roi Haakon et du premier ministre Johan Nygaardsvold, qui s'était entre-temps formé à Londres, rejeta. Au lieu de cela, la Norwegian Shipping & Trade Mission a été créée, officiellement le 20 avril 1940, basée à Londres et plus tard également à New York, afin d'exploiter ce qui était alors la plus grande flotte au monde d'une seule compagnie maritime. 
Le nom a été abrégé en Nortraship, sur une suggestion des services postaux britanniques. Plusieurs bureaux ont ensuite été ouverts dans diverses parties du monde. Les trois bureaux principaux étaient à Londres, New York et Montréal, avec des sous-bureaux dans plusieurs villes du Royaume-Uni, des États-Unis et du Canada, ainsi qu'à Bombay, Calcutta, Le Cap, Reykjavik, Santos, Suez et Port-d'Espagne.

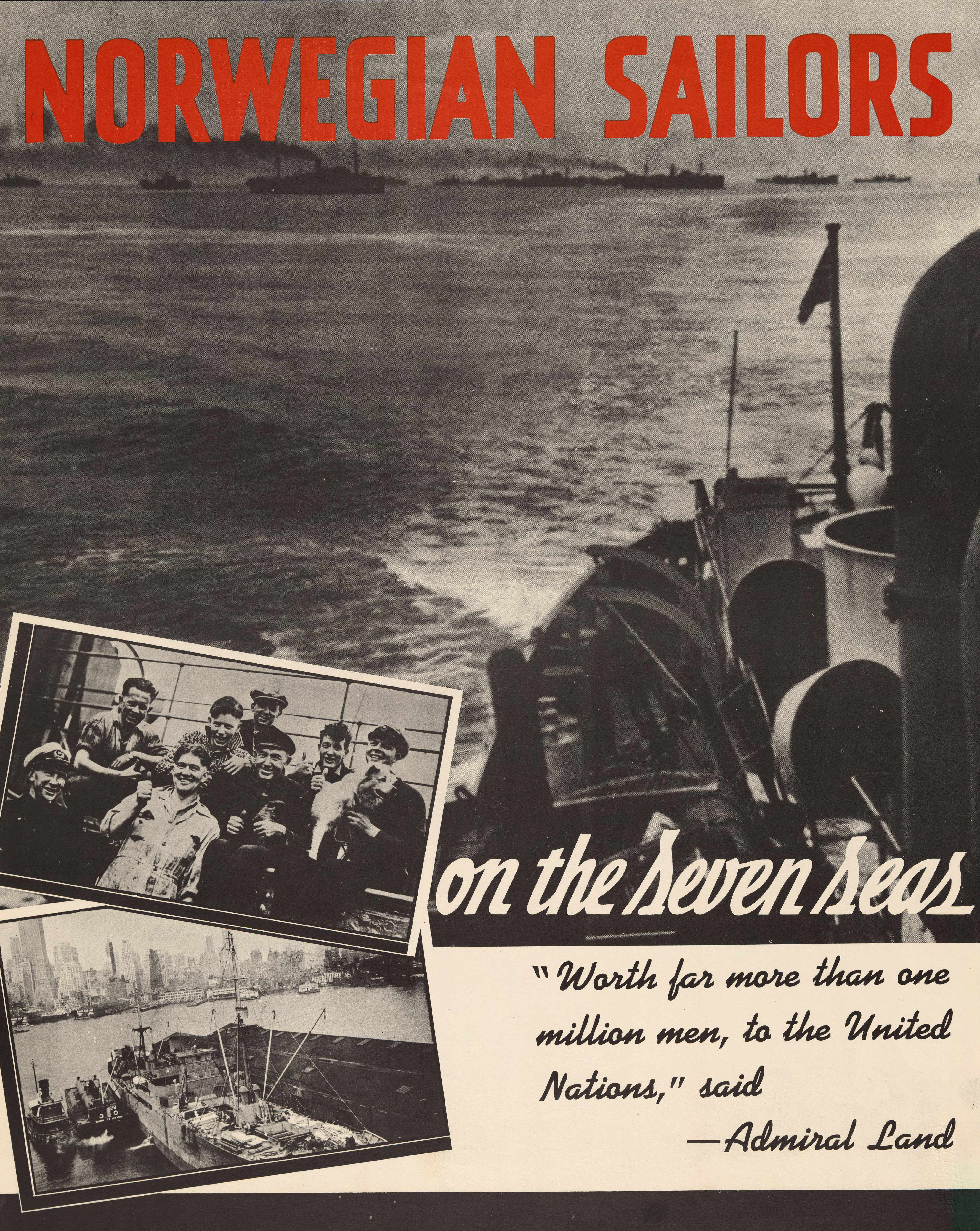
Affiche de propagande allié : marins norvégiens sur les sept mers valent bien plus qu'un million d'hommes, aux Nations Unies. Amiral Emory S. Land, administrateur de la United States Maritime Commission et de la War Shipping Administration.

De nombreux navires plus petits ont été affectés à la marine royale norvégienne (Sjøforsvaret), le reste étant utilisé pour approvisionner la Grande-Bretagne dans les années qui ont suivi. En 1942, environ 40% du pétrole et 20% des aliments importés en Grande-Bretagne auraient été transportés par des unités de Nortraship.
Après la fin de la guerre, les navires restants ont été rendus à leurs propriétaires d'origine le 30 septembre 1945 et l'organisation a été dissoute le 30 juillet 1958 après avoir traité les transactions en cours. Nortraship avait pris 110 millions de livres sterling de fret pendant la guerre. 
Les archives de Nortraship montrent que 694 navires norvégiens totalisant près de 2,3 millions de tonnes brutes ont été coulés pendant la Seconde Guerre mondiale, ce conflit entrainant la mort de 3 734 marins marchands norvégiens, principalement durant la bataille de l'Atlantique. Cela représentait 47% de la flotte totale et 34% du tonnage d'avant-guerre. Au moment de la libération en 1945, la flotte marchande norvégienne était estimée à 1 378 navires totalisant 2,7 millions de tonnes brutes.